# Yamaha OW 23

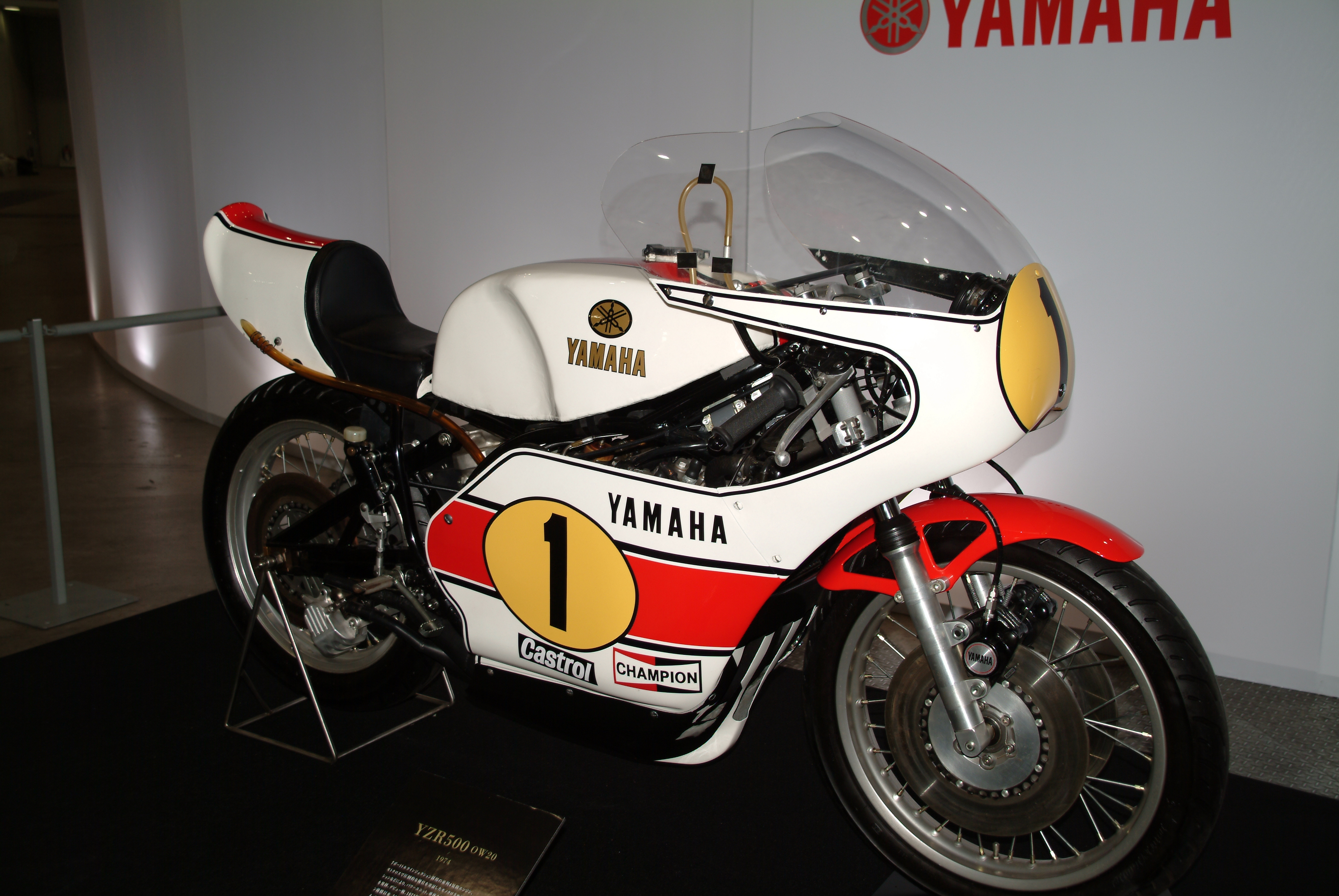
Yamaha OW 20 (1974)

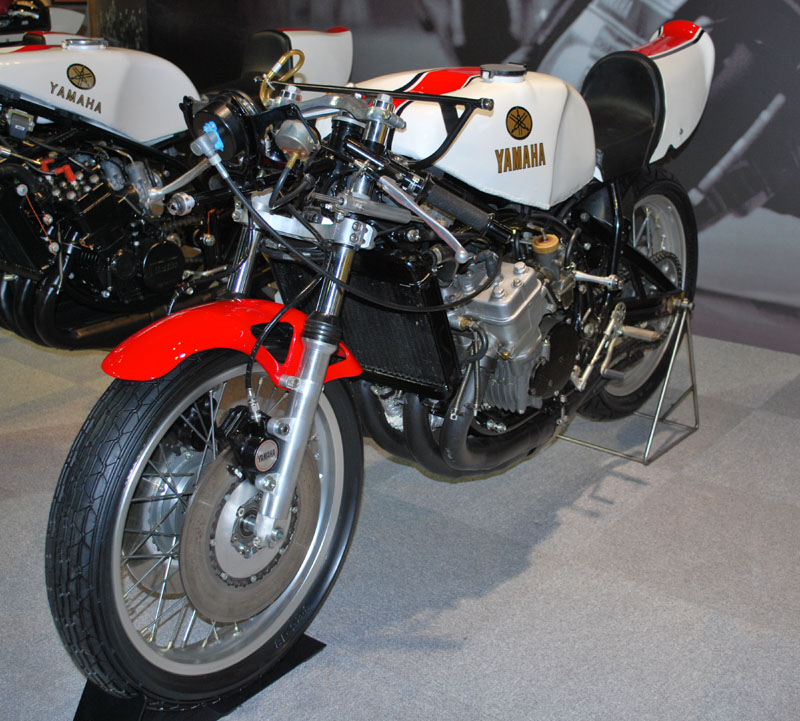
Yamaha OW 20 (1974)

Die Yamaha OW 23 war ein Rennmotorrad des japanischen Herstellers Yamaha, das 1975 in der Motorrad-Weltmeisterschaft eingesetzt wurde. Mit diesem Zweitaktmotorrad errang Giacomo Agostini seinen letzten Weltmeistertitel und Yamaha den ersten Titel in der Königsklasse bis 500 cm³ Hubraum.

## Geschichte und Technik
1971 begann unter Leitung von Takasi Matsui die Entwicklung einer Halbliterrennmaschine. Die konstruktiven Vorgaben waren gering: Das Motorrad sollte eine Wasserkühlung, ein horizontal geteiltes Kurbelgehäuse und Scheibenbremsen haben. Aufbauend auf dem Gehäuse des 250er-Motors überstand der Motor der YZ648A im Juli 1972 den ersten Probelauf. Mit einer Bohrung und einem Hub von 54 mm und vier 34-mm-Vergasern entsprach er im Prinzip einem doppelten TZ-Motor. Der mit einem Membraneinlass gesteuerte und mit Mischungsschmierung versorgte Motor erreichte eine Leistung von 90 PS bei 10.000/min, das Leergewicht betrug 145 kg.

### 1973
Das Debüt in der Saison 1973 war für die Vierzylinder-Yamaha in der Klasse bis 500 cm³ überzeugend. Werksfahrer Jarno Saarinen gewann die ersten beiden Rennen. Im dritten Lauf der Weltmeisterschaft fiel Saarinen mit Kettenriss aus; im vierten Rennen verunglückte Saarinen bei einem Massensturz in Monza tödlich. Daraufhin zog sich Yamaha bis zum Ende der Saison vom Rennsport zurück.   

### 1974
Für die Motorrad-Weltmeisterschaft 1974 wurde Giacomo Agostini, der bislang Werksfahrer von MV Agusta war und dort 13 Weltmeistertitel errang, verpflichtet. Als zweiter Fahrer kam Teuvo Länsivuori zum Einsatz. Die OW 20 wurde im Winter 1973 überarbeitet, sechs Exemplare der nun als OW20 bezeichneten Maschine hergestellt und der Presse vorgestellt. Der Motor blieb bis auf die veränderte Einbaulage technisch unverändert. Wesentlich überarbeitet wurde jedoch das Fahrwerk; am Hinterrad kam erstmals eine Cantilever-Federung zum Einsatz. 
Die Saison 1974 verlief für Yamaha wechselhaft: Zwei Siege und ein zweiter Platz für Agostini, ein technischer Defekt (Kurbelwellenschaden in Frankreich), ein Rennausfall durch Benzinmangel in Imola, waren im Gesamtergebnis für das Rennteam enttäuschend. Dazu kam, dass die 56. Isle of Man TT und der 38. Große Preis von Deutschland aufgrund von Sicherheitsmängeln von den Spitzenfahrern boykottiert wurden.
Ab Juli 1974 kam die Weiterentwicklung, die OW 23 zum Einsatz, die leistungsgesteigert (95 PS bei 10.500/min) und entscheidend gewichtsreduziert war. 
Agostini stürzte jedoch im achten Rennen der Saison, in Anderstorp, durch Barry Sheenes querstehende Suzuki, brach sich das rechte Schlüsselbein und musste für weitere Rennen pausieren; damit war er als Titelhoffnung ausgeschieden.

### 1975
Die Motorrad-Weltmeisterschaft 1975 sollte den Durchbruch für Yamaha bringen. Das 1975er-Modell, die als OW23 bezeichnet wurde, war eine leicht überarbeitete OW 23, die optisch kaum von dieser zu unterscheiden war. Feinabstimmungen an Vergaser, Zündung und eine veränderte Resonanzkammer ließen den enormen Verbrauch des Motors (bis zu 22 Liter auf 100 km) reduzieren und den bislang nutzbaren Drehzahlbereich von weniger als 2000/min erhöhen. Als entscheidend für den Erfolg gegenüber der Konkurrenz werden die bessere Straßenlage der Yamaha (durch ihr Fahrwerk) sowie die besten Scheibenbremsen der Saison angesehen; die Motorleistung unterschied sich dagegen kaum vom Viertakt-Konkurrenten MV Agusta.
Mit der OW 23 gewann Agostini 1975 vier Rennen und wurde zweimal Zweiter. Drei Ausfälle, Geber der Zündanlage gebrochen (Österreich), Motorschaden (Belgien) und Reifendefekt am Vorderrad (Schweden) ließen den Kampf um den Titel zwischen Phil Read und Agostini dennoch spannend werden. Agostini wurde aufgrund der höheren Anzahl seiner Siege erster Weltmeister mit einem Zweitaktmotor in der Königsklasse; gleichzeitig war es sein letzter Titel. Yamaha zog sich Ende der Saison von der Königsklasse zurück und Agostini fuhr 1976 seine vorletzte Saison wieder für MV Agusta.